# AT&T
AT&T Inc. (NYSE T) és el major proveïdor de serveis telefònics locals i de llarga distància als Estats Units, i també ven línia digital d'abonat d'accés a Internet i servei de televisió digital. AT&T és el segon proveïdor de serveis sense fils als Estats Units, amb més de 85,1 milions de clients mòbils i més de 150 milions de clients totals. AT&T, Inc. va ser format el 1983 com SBC Communications Inc.. El 2005, AT&T es converteix en la seva forma actual en què va comprar l'antiga AT&T Corporation de «Ma Bell». L'empresa novament fusionada va assumir l'emblemàtic sobrenom «AT&T» i el símbol de cotització T (per «telèfon»).
L'actual AT&T inclou onze de les companyies operatives originals de Bell, i la divisió de llarga distància original. La companyia té la seu al centre de Dallas, Texas.
La companyia va ser guardonada als «Technology & Engineering Emmy Awards» del 2008 per al desenvolupament de la tecnologia de cable coaxial.